# Agáchate, que disparan
Agáchate, que disparan es una película española musical y de crimen de 1968, dirigida por Manuel Esteba y protagonizada por Pili y Mili.

## Argumento
Película con una atmósfera negra, donde la historia de espionaje se mezcla con el musical y los bailes típicos de la época y de las películas de Pili y Mili.
- Datos: Q942544